# Bugasong
Bugasong è una municipalità di quarta classe delle Filippine, situata nella Provincia di Antique, nella Regione del Visayas Occidentale.
Bugasong è formata da 27 baranggay:
- Anilawan
- Arangote
- Bagtason
- Camangahan
- Centro Ilawod (Pob.)
- Centro Ilaya (Pob.)
- Centro Pojo (Pob.)
- Cubay North
- Cubay South
- Guija
- Igbalangao
- Igsoro
- Ilaures
- Jinalinan

- Lacayon
- Maray
- Paliwan
- Pangalcagan
- Sabang East
- Sabang West
- Tagudtud North
- Tagudtud South
- Talisay
- Tica
- Tono-an
- Yapu
- Zaragoza